# Flamusse bourguignonne
Ne doit pas être confondu avec flammekueche.
Une flamusse bourguignonne (flan, en patois bourguignon) est une pâtisserie traditionnelle de la cuisine bourguignonne, généralement aux pommes, variante des flan et clafoutis.

## Histoire

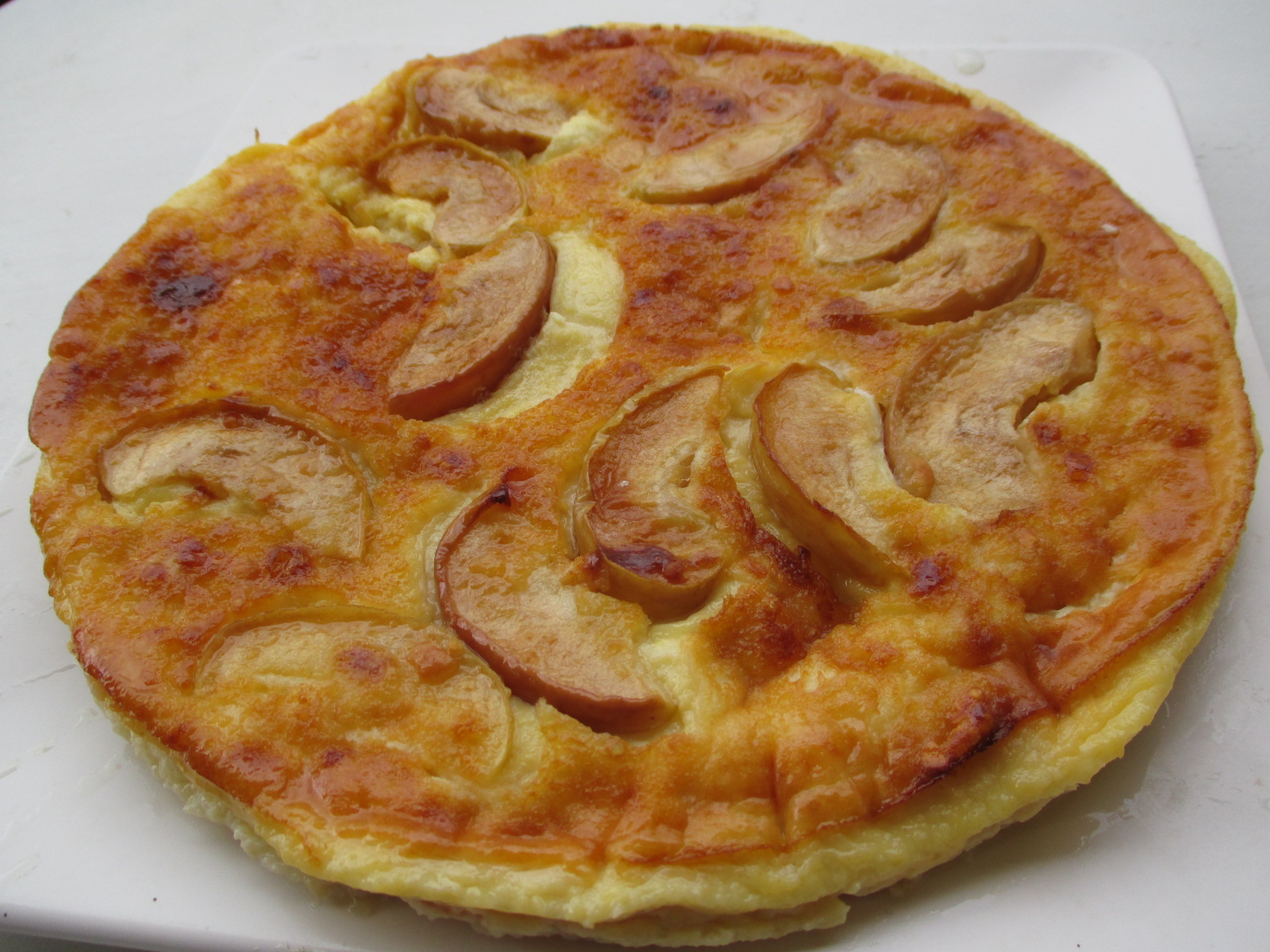

Cette pâtisserie traditionnelle rustique est originaire en particulier de l'Yonne en Bourgogne. 
Elle est réalisée avec une variante de pâte à crêpe épaisse, à base d'œuf, sucre, farine, et lait, versée sur des pommes dorées au beurre, et cuite au four,. 
Elle peut se décliner avec divers fruits régionaux, tels que poires, pêches, prunes, ou mûres. 
Elle est servie tiède ou froide, éventuellement saupoudrée de sucre ou de cannelle,. 